# Fiesta Nacional Semana de Santos Vega
La Fiesta Nacional Semana de Santos Vega se celebra en General Lavalle, provincia de Buenos Aires, Argentina, el segundo fin de semana de marzo de cada año desde 1948, en homenaje al gaucho payador Santos Vega.
Desde 1981 se realiza en el parque del Museo Regional Santos Vega, a la vera de la ría Ajó. En 1989 fue declarada fiesta provincial, en 1997 de interés turístico nacional, y en 1998 se convierte en fiesta nacional.
Las actividades se desarrollan durante el día con jineteadas y destrezas criollas: prueba de riendas con 30 días de doma, prueba de riendas de potros, jineteada con grupa, jineteada con bastos y encimera; y por las noches se realizan espectáculos folclóricos con presencia de artistas locales, regionales y nacionales. En el escenario «Carlos Echeverría» se han presentado numerosos artistas como el Chaqueño Palavecino, Teresa Parodi, Antonio Tarragó Ros, Argentino Luna, Ramona Galarza, Los Cuatro de Córdoba, Jorge Rojas, Luciano Pereyra, Soledad, Amboé, Los Alonsitos, Abel Pintos, entre otros. Durante estos días desarrollan su habilidad diversos payadores como Nicolás Membriani, Carlos Marquesini, David Tokar, Alberto Smith, Cristian Méndez, Alberto Soccodato, Pablo Gallastegui y José Curbelo.
Además se realiza una feria de artesanías y se lleva a cabo el desfile tradicionalista y la elección de la Flor del Pago y sus Buenas Mozas.

## Santos Vega
Santos Vega fue un gaucho argentino conocido por ser un payador imbatible. La tradición oral lo convirtió en un personaje literario presente en las obras de relevantes escritores argentinos: Bartolomé Mitre escribió el poema A Santos Vega, payador argentino en 1838; Hilario Ascasubi, el poema Santos Vega o Los Mellizos de La Flor en 1872; Eduardo Gutiérrez relató la historia de Santos Vega y su amigo Carmona; Rafael Obligado escribió el poema Santos Vega en 1885.